# Nuno Tavares
Nuno Albertino Varela Tavares (sinh ngày 26 tháng 1 năm 2000) là một cầu thủ bóng đá chuyên nghiệp người Bồ Đào Nha hiện đang thi đấu ở vị trí hậu vệ cánh trái tại Premier League cho câu lạc bộ S.S.Lazio theo dạng cho mượn từ câu lạc bộ Arsenal.

## Danh hiệu
Benfica
- Supertaça Cândido de Oliveira: 2019[3]